# Canindé
Canindé, amtlich Município de Canindé, ist eine Stadt im Bundesstaat Ceará im Nordosten Brasiliens, in der im Jahr 2018 nach Schätzung des IBGE ca. 78.000 Einwohnern lebten, von denen die Hälfte in kleineren Ansiedlungen im Landesinnern wohnt. Von Fortaleza, der Hauptstadt des Bundesstaates Ceará, fährt man etwa 130 km westlich ins Landesinnere, um diese Stadt zu erreichen. Die Stadt Canindé ist in ganz Brasilien als Wallfahrtsort des Hl. Franz von Assisi bekannt.

## Geschichte
Die Gegend um die heutige Stadt Canindé war von den indigenen Völkern der Genipapo, der Paiaku, der Kariri und der Canindés bewohnt. 2006 wurden die Einwohner der benachbarten Stadt Aratuba als Abkömmlinge des Indianerstammes der Canindés anerkannt.
Seit Beginn des 17. Jahrhunderts ließen sich dort – im trockenen Sertão – portugiesische Siedler nieder. Sie betrieben Ackerbau und züchteten Vieh. Als die Bevölkerung weiter wuchs, wurden die besten Böden am Rio Canindé bis spätestens 1764 in kleinere Parzellen unterteilt. Der Fluss gab der Siedlung den Namen.

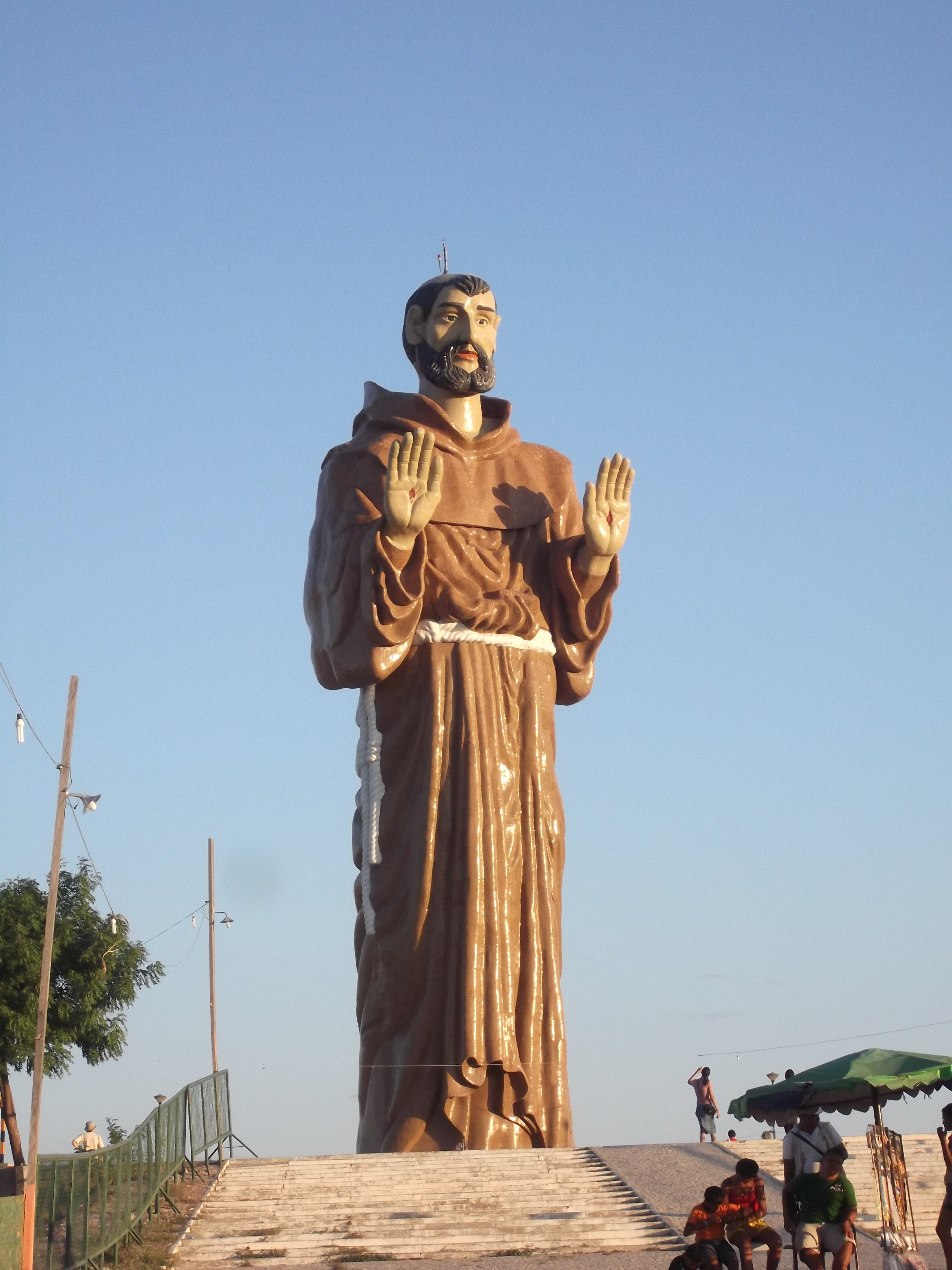
Standbild des heiligen Franziskus in Canindé

1775 ließ Francisco Xavier de Medeiros, ein portugiesischer General (Sargento-mor), eine kleine Kapelle zu Ehren des Hl. Franz von Assisi bauen.
In den Dokumenten zur Stiftung der Kapelle wird Canindé erstmals als „povoado“, als eine amtlich konstituierte Siedlung, bezeichnet. Bei der großen Dürre im „Jahr der dreifachen Sieben“ (1777) starben in Canindé wie in ganz Ceará Hunderte von Menschen. Die Hungernden nahmen ihre Zuflucht zum hl. Franziskus; schon bald verbreiteten sich Berichte über in Canindé gewirkte Wunder. Der Zustrom der Pilger war so stark, dass die Kapelle schon bald (1796) erweitert werden musste.
Im Jahre 1846 erhielt Canindé der Status einer „vila“ (Kleinstadt). 1898 wurden die Kapuziner mit der Pilgerseelsorge betraut. Im Jahre 1914 erhielt Canindé den Status eines „município“ (Stadt). Im 20. Jahrhundert machten die Cordel-Hefte, die von Wallfahrten nach Canindé und den dort geschehenen Heilungen erzählten, die Stadt im gesamten Nordosten Brasiliens bekannt.

## Pilgerstadt
Nach Canindé kommen jährlich Hunderttausende Pilger zur Verehrung des Heiligen Franz von den Wundmalen (São Francisco das Chagas). Es ist dieser Name, unter dem die Wallfahrer ihn kennen, nur für Eingeweihte handelt es sich um Franz von Assisi. Im volkstümlichen Glaubensverständnis ist er ein Heiliger, der am Leben der Menschen teilnimmt und in Canindé lebt, wo ihn die Mitbrüder beherbergen. Die Menschen danken dem Heiligen Franz auf unterschiedliche Weise für seine Fürsprache oder wenn ihr Wunsch eingetreten ist: Sie lösen ein Versprechen ein, geben Geld oder bringen Symbole mit, die eine geheilte Krankheit repräsentieren. Diese Symbole, „Es-Votus“ (Gelübde) genannt, sind ein Indikator dafür, wie häufig bestimmte Krankheiten vorkommen und ermöglichen Rückschlüsse auf die soziale und psychische Situation der Menschen: Kopf-Symbole repräsentieren z. B. starke Sorgen, die Kopfschmerzen verursachen und Kopfzerbrechen bereiten, wie familiäre Probleme oder Arbeitslosigkeit.
Aufgrund der Pilgerströme ist Canindé auch als „Terra de São Francisco“ (Land des hl. Franziskus) und als „Cidade da fé“ (Stadt des Glaubens) bekannt.

## Geographische Prägung
Die Topographie ist durch bergige Formierungen, Gebirge und hochgelegene Ketten gekennzeichnet. Diese sind reich an durch Erosion gebildete Felsen, den „monólitos“ (Monolithen). Die Pflanzenwelt ist eine typische Caatinga-Art. Die Fauna ist durch viele Vogelspezies vertreten. Die für den Nordosten so typischen Buschsteppen und Buschwälder (die „trockene Caatinga“) wechseln ab mit den kargen „Cerrado“-Steppen und felsigen Berglandschaften – und dann wieder mit der von der Regenzeit beeinflussten, grünen Zone, dem „Agreste“.

## Klima
Die jährliche Durchschnittstemperatur liegt um die 31 °C, mit Höchsttemperaturen von 37 °C und Mindesttemperaturen von 24 °C. Der Regen ist zwischen den Monaten Mai bis August häufig. Den Rest des Jahres ist es sonnig und heiß. Das Klima im Sertão ist in der Regel heiß und trocken. In bestimmten Gebieten liegt die jährliche Niederschlagsmenge unter 500 mm, nicht ungewöhnlich ist eine Reihe von trockenen Jahren ohne einen Tropfen Regen.

## Söhne und Töchter der Stadt
- Timóteo Francisco Nemésio Pereira Cordeiro (1928–1990), Bischof von Tianguá